# Псари-Стара-Весь
Псари-Стара-Весь (пол. Psary-Stara Wieś) — село в Польщі, у гміні Бодзентин Келецького повіту Свентокшиського воєводства.
Населення — 479 осіб (2011).
У 1975-1998 роках село належало до Келецького воєводства.

## Демографія
Демографічна структура на день 31 березня 2011 року:
|          | Загалом | Допрацездатний вік | Працездатний вік | Постпрацездатний вік |
| -------- | ------- | ------------------ | ---------------- | -------------------- |
| Чоловіки | 250     | 46                 | 184              | 20                   |
| Жінки    | 229     | 42                 | 136              | 51                   |
| Разом    | 479     | 88                 | 320              | 71                   |